# Инженерные войска Российской Федерации
Инженерные войска (ИВ) — специальные войска Вооружённых сил Российской Федерации, предназначенные для инженерного обеспечения: оборудования территории военных действий, инженерной разведки и сопровождения войск (сил) в наступлении и так далее.
В состав инженерных войск входят органы управления, учреждения, предприятия, инженерно-сапёрные, инженерно-дорожные, понтонные и другие соединения, воинские части и подразделения. В вооружённых силах России именовались посоха, пионеры, корпус инженеров. Свой профессиональный праздник военнослужащие и служащие отмечают 21 января (День сформирования Школы Пушкарского приказа).

## Древнерусский период
Развитие русского военного зодчества относится к IX — первой половине X века. Летописи доносят до нас сведения о строительстве городов, об их осаде и обороне. Само слово город в древнерусском языке обозначало не город в социально-экономическом значении, как понимается сейчас, а укреплённое, подготовленное к обороне окраиное поселение, крепость, замок. Более того, до XVII века слово это часто относили к укреплениям, обозначая этим термином оборонительные стены. В конце XII века процесс дробления феодальной Руси на множество княжеств привёл к строительству крепостей и сооружений самых различных типов практически на всей территории Руси. О высоком уровне русского военно-инженерного искусства того времени свидетельствует как умелое строительство укреплений, так и совершенствование инженерных мероприятий при обеспечении наступательных действий войск. В 1242 году русские разгромили немцев на льду Чудского озера. Русские войска умело использовали при этом как долговременные оборонительные сооружения, так и полевые укрепления, выполненные с учётом особенностей местности. Другим примером является взятие Казани в 1552 году Иваном IV. Иван Грозный решил построить на берегу реки Свияги при впадении её в Волгу в 25 км от Казани крепость Свияжск. Заготовка деревянных деталей велась на Волге в районе Углича. Потом они были доставлены по воде к устью с
вияги, где из них впервые в истории строительства за 28 дней была построена крепость-город, сыгравшая важную роль опорной базы при осаде Казани.
Первые сведения о воинах-строителях на Руси, которые донесла летопись, относятся к 1016 году. Указывалось, что это были строители, находившиеся на военной службе и имевшие обширные познания в военном искусстве и особенно в искусстве обороны. В отличие от рабочих, строивших различные городские сооружения и называвшихся дереводелами и плотниками, военных строителей называли городовиками и мостовиками (Колесник А. Н. 1985), позже Розмыслы. Со второй половины XV века в России был создан единый орган руководства военно-строительными работами в лице инженерной части Пушкарского приказа, которая стала разрабатывать чертежи и руководить строительством оборонительных сооружений.
Первым из дошедших до нас русским воинским уставом, обобщившим военно-инженерный опыт, является «Устав ратных и пушечных дел, касающихся до воинской науки». Его составил в начале XVII века воевода боярин Анисим Михайлов.

## Российская империя

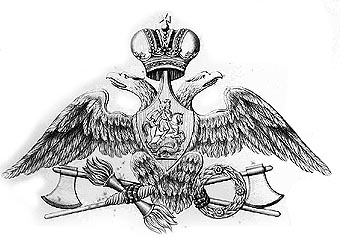
Киверный знак Лейб-гвардии Сапёрного батальона, образца 1812 года.

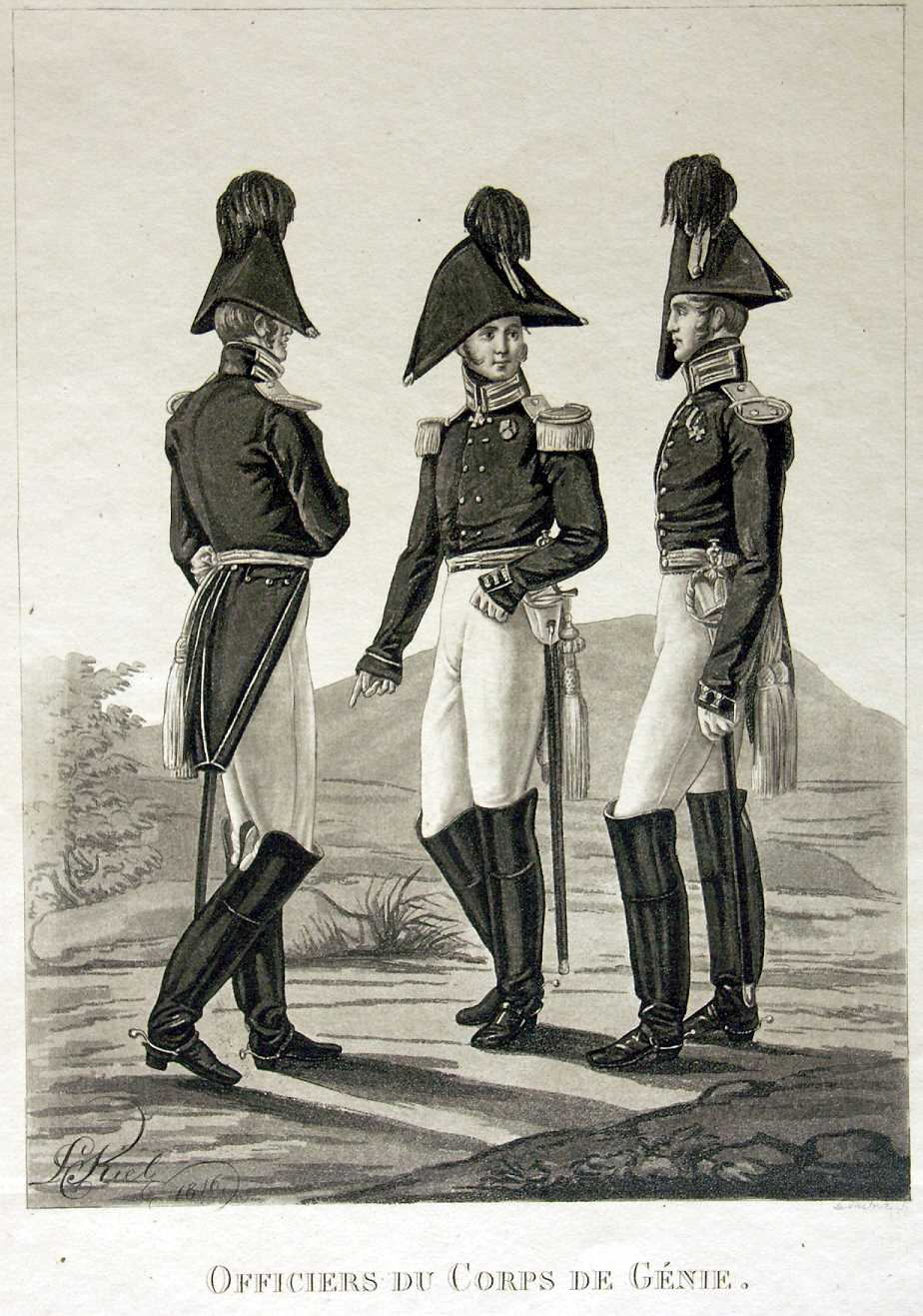
Лев Киль. Русские офицеры Корпуса инженеров эпохи Наполеоновских войн.

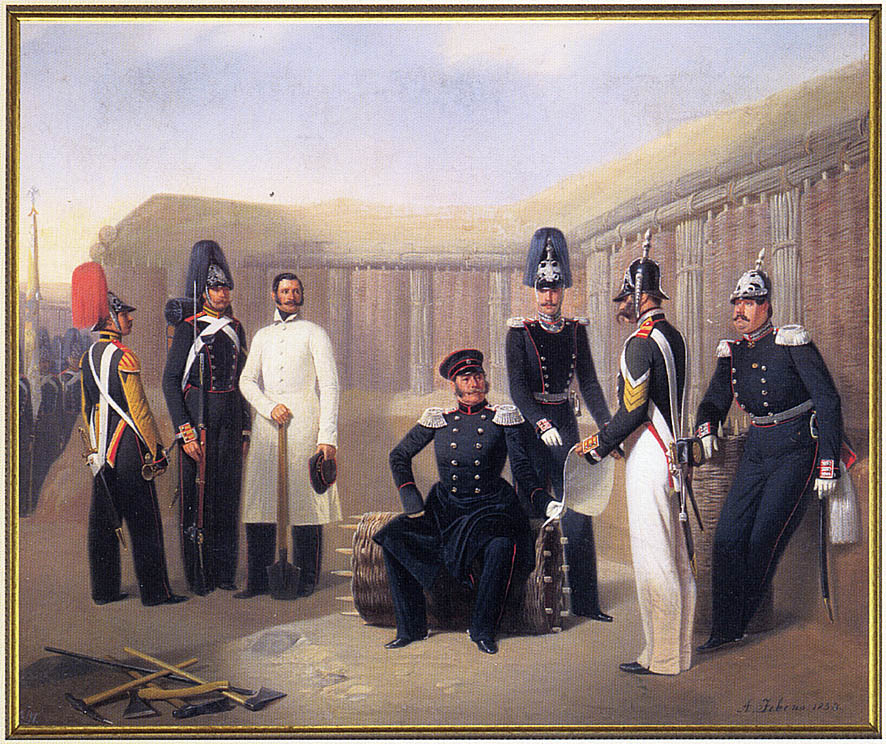
Сапёры Лейб-гвардии сапёрного батальона.
1853 год. Картина работы А. И. Гебенса
В центре на фашине сидит командир батальона генерал-майор Н. Ф. Хомутов, крайний справа — полковник Н. К. Зацепин (известный художник, погиб 10 мая 1855 года при обороне Севастополя). (Музей Суворова в Санкт-Петербурге).

В 1692 и 1694 годах под руководством Петра I были проведены, вероятно, первые инженерные учебные манёвры, в ходе которых отрабатывались вопросы строительства оборонительных сооружений. Известно, что при разработке инженерных мероприятий Пётр I использовал работы наиболее известного военного инженера этого периода, маршала Франции Вобана.
Создавая регулярные вооружённые силы, Пётр I уделял особое внимание развитию артиллерии и инженерных войск. Первым законодательным актом, в котором шла речь о военно-инженерном деле, стал указ Петра I от 21 января 1701 года об открытии Школы Пушкарского приказа. Большое значение Пётр уделял подготовке офицерских кадров. Для подготовки инженерных кадров создаются инженерных школы: первая в 1708 году в Москве, в 1712 году она расширяется, но этого оказалось недостаточно, и 17 марта 1719 года учреждается инженерная школа в Санкт-Петербурге. В каждой из указанных школ ежегодно обучалось 100−300 человек, срок обучения колебался от 5 до 12 лет. Военные инженеры пользовались в вооружённых силах большими преимуществами, их оклады отличались от окладов офицеров других родов войск, а наиболее преуспевающие в инженерном деле прежде других производились в высшие чины.
Время основания Петром минерной роты относят к 1702 году, но так как первые штаты этой роты (3 офицера и 72 нижних чинов) и команды понтонеров (2 офицера и 34 нижних чина) были утверждены Петром 8 февраля 1712 года, то эта дата и считается временем основания инженерных войск в России. Минерная рота и понтонная команда состояли при Полевом артиллерийском полку. С небольшими изменениями штатов они просуществовали до 1757 года, когда первая вошла в состав сформированного 6-ротного Инженерного полка (2 роты минеров, 2 — пионеров и 2 — мастеровых), а вторая была преобразована в понтонную роту. В 1763 году Инженерный полк был расформирован и вместо него оставлены лишь 1 минерная и 1 пионерная рота (14 офицеров и 508 нижних чинов). В 1771 году был основан при 4-ротный Пионерный батальон, расформированный в 1775 году. В 1790 году была сформирована 2-я понтонная pота, a в 1793 году — 1-я инженерная рота южных границ.

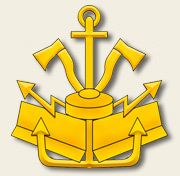
Вариант петличный эмблемы (знака различия по функциональному предназначению) Инженерных войск Вооружённых Сил Российской Федерации, существовавший в период после отмены экспериментальных знаков образца 1998 года, и до принятия текущего петличного знака.

К концу XVIII века увеличивается численность инженерных войск. В 1797 году был сформирован пионерный полк трёхбатальонного состава (каждый батальон включал три пионерные и минёрную роту). Перед полком ставилась задача обеспечивать выполнение военно-строительных работ во время походов и боевых действий, а также скрытность работ. Полк использовался только по указанию главнокомандующего войсками.
К началу Отечественной войны 1812 года в действующей армии насчитывалось уже 10 минёрных и пионерных рот. Боевые действия также обеспечивали понтонные роты, состоящие при артиллерии. 14 пионерных и минёрных рот находились в крепостях. Однако крепостному строительству на западных рубежах, как отметил историк фортификации В.В. Яковлев, не уделялось должного внимания, в то время как средства казны тратились на содержание 62 ненужных крепостей по всей России.
В пионерных и минёрных ротах в крепостях не было солдат, а были только специалисты офицеры и кондукторы. Рабочая сила для инженерных работ набиралась из числа местных жителей, солдат пехоты. Перед заграничным походом вместо двух пионерных полков были развёрнуты дополнительно один сапёрный и два пионерных полка трёхбатальонного состава каждый. В целом количество инженерных формирований было доведено до 40 рот (8 сапёрных, 8 минёрных и 24 пионерных). Сапёры и минёры использовались при постройке долговременных укреплений и на работах, которые производились при штурме и обороне крепостей. Пионерные подразделения предназначались для устройства дорог, мостов, полевых укреплений, разрушения неприятельских заграждений на направлении действия своих войск. Понтонёры наводили наплавные мосты.
В 1819 году сапёрные и пионерные батальоны были сведены в три пионерные бригады. В 1822 году понтонные роты были переданы из артиллерийского ведомства в инженерное. Понтонные роты организационно были введены в состав сапёрного и пионерного батальонов Тогда же и формируются гвардейский и армейский конно-пионерский эскадроны. Чтобы исключить разнобой в наименовании и сократить число штатных расписаний император Николай I повелел в 1844 году все инженерные части именовать сапёрными.
К началу Крымской войны 1853-56 годов в вооружённых силах имелось 9 сапёрных батальонов, один учебный батальон, два резервных батальона и два конно-пионерных дивизиона.
Инженерные войска окончательно отделились от артиллерии, оформившись в самостоятельный род войск. К концу первой четверти XIX века их численность превысила 21 000 человек, что составляло около 2,3 % всего состава вооружённых сил.
В 1873 году в России было учреждено Особое совещание по стратегическому положению страны, которое на основе плана, разработанного Э. И. Тотлебеном, постановило провести комплекс военно-строительных работ. За 35 лет военными строителями были построены крепости Новогеоргиевск, Варшавская цитадель, Зегрис, Брест-Литовск, Осовец, Ковно, Ивангород, застава Дубро и различные укрепления и сооружения.
К началу Русско-турецкой войны 1877—1878 гг. инженерные войска составляли 2,8 % полевой армии (20,5 тыс. чел.). В инженерных войсках вновь появились новые специальности: воздухоплавание и голубиная связь.
К концу XIX века как технический род войск инженерные войска предназначались для обеспечения боевых действий пехоты, артиллерии и кавалерии, ведения крепостного строительства, выполнения инженерных задач при осаде и обороне крепостей, минной войны, устройства путей и переправ, телеграфных линий и имели в своём составе сапёров, понтонеров, минёров, электриков, воздухоплавателей, военных железнодорожников, связистов. В 1900 году в состав инженерных войск входило 25,5 сапёрных батальона, сведённых в 7 сапёрных бригад, 8 понтонных батальонов, 6 полевых инженерных парков, два осадных парка, одна железнодорожная бригада (три батальона), два отдельных железнодорожных батальона, 12 отдельных рот, 6 крепостных военных телеграфов и 4 воздухоплавательных парка. Личный состав инженерных войск насчитывал 31 329 человек. Резервом инженерных войск являлись крепостные войска, включавшие в 1900 г. 53 крепостных артиллерийских батальона, два крепостных полка, 28 отдельных крепостных батальонов, 10 крепостных артиллерийских рот, 3 осадных крепостных батальона и 5 вылазочных батарей. Такая организация инженерных войск сохранялась до Русско-японской войны (Бескровный Л. Г., 1986).
Инженерные войска, как род войск имеющий в своём распоряжении большое количество грамотных инженеров, в этот период приобретают статус проводников технических новшеств в армии и на флоте, своего рода колыбелью новых технических родов войск. Наиболее бурно этот процесс проходил в начале XX века.
Железнодорожные части вошли в состав инженерных войск начиная с момента их создания в 1870 году. Сначала в виде железнодорожных команд, а с 1876 г. — железнодорожных батальонов. Железнодорожные части входили в состав инженерных войск вплоть до 1908 г. включительно. Затем они были выделены в самостоятельную категорию и подчинены службе ВОСО (военных сообщений) Генерального штаба.
Авиация: Воздухоплавание постепенно занимало своё место в русской армии. Во второй половине XIX века на вооружении состояли воздушные шары. В конце века действовал отдельный воздухоплавательный парк, состоявший в распоряжении Комиссии по воздухоплаванию, голубиной почте и сторожевым вышкам. На манёврах 1902—1903 гг. в Красном Селе, Бресте и Вильно проверялись способы использования воздушных шаров в артиллерии и для воздушной разведки (наблюдения). Убедившись в целесообразности применения привязных шаров, Военное министерство приняло решение создать специальные подразделения при крепостях в Варшаве, Новгороде, Бресте, Ковно, Осовце и на Дальнем Востоке, в составе которых имелось 65 шаров. К изготовлению дирижаблей в России приступили в 1908 г. в то же время, Инженерное ведомство недоверчиво относилось к идее использовать авиации в военных целях. Лишь в 1909 г. оно предложило Учебному воздушно-плавательному парку построить 5 аэропланов. Затем военное ведомство закупило у иностранных фирм несколько самолётов Райта и Фармана. Между тем в России возникло несколько частных предприятий по изготовлению моторов и самолётов. Некоторые из них являлись дочерними предприятиями французских заводов. С 1909 по 1917 гг. в России возникло более 20 авиационных предприятий.
Электротехнические войска. Проблема связи в военном деле приобрела в XX столетии большое значение. Первые начинания по внедрению телеграфа имели место во время Русско-турецкой войны 1877—1878 гг., принёсших громадную пользу при управлении войсками, они привели к более широкому использованию технических средств связи. Телеграф и телефон заняли ведущее место в управлении войсками. Наиболее широкое развитие получили передвижные линии, предназначенные для руководства войсками непосредственно на театре войны. В конце XIX века число телеграфных парков, состоявших в ведении Главного инженерного управления, равнялось в Центральной России 17 (975 вёрст) и на Кавказе 2 (130 вёрст). Кроме того, в крепостях было создано 55 узлов связи (423 версты). В 1912 г. были установлены нормы снабжения корпусов средствами связи. Каждый корпус, состоящий из двух пехотных дивизий (8 пехотных полков), одного сапёрного батальона (одна телеграфная и три сапёрные роты) и одного отделения полевого инженерного парка, был снабжён 20 телеграфными, 193 телефонными аппаратами и 333 вёрстами кабеля.
Автомобильные войска. В 1876 г. штабс-капитан С. Маевский представил в Департамент торговли и мануфактуры проект самодвижущейся машины с паровым двигателем. Проект Маевского не был принят из-за громоздкости двигателя. Дальнейшее развитие автотранспорта упиралось в отсутствие двигателей, работающих на жидком топливе. Такой двигатель был построен в 1884 г. на Охтенской судостроительной верфи. Это был восьмицилиндровый двигатель внутреннего сгорания. На его основе Б. Г. Луцкий разработал в конце века проект бронированного «самодвигателя» и предложил его военному министерству. Построенная Луцким модель успешно действовала на Курских и Киевских манёврах 1902 г., где испытывалось ещё восемь машин иностранных марок. Военное министерство признало большие достоинства машины, но отказалось организовать их производство и передало чертежи Луцкого во Францию.
После Красносельских манёвров в 1906 г., где испытывались различные марки автомобилей инженерное ведомство распределило имевшиеся в его распоряжении 10 автомашин по четырём округам (Киевскому, Петербургскому, Виленскому, Варшавскому) в целях подготовки учебных команд (по 15 человек на каждый броневой автомобиль).
Дорожное строительство. Одна из причин медленного внедрения автомобилей в военное хозяйство заключалось в слабом развитии сети шоссейных дорог. В 1884 г. строительство шоссейных дорог было поручено Военному министерству. Благодаря его усилиям с 1885 по 1900 г. были сооружены шоссейные дороги Петербург — Псков — Варшава с ответвлениями на Ригу и Мариуполь, Москва — Брест — Варшава с ответвлениями на Калиш и Познань, Киев — Брест, рокада Псков — Киев и некоторые другие. В 1880-е годы под Красным селом была построена первая взлётная полоса (в виде деревянного настила или деревянных рельсов) для испытаний самолёта Можайского. Значительное развитие аэродромное строительство получило в 1905—1910 годах, когда строятся первые аэродромные комплексы в ряде городов страны.
| Описание              | Знаки различия инженерных войск по состоянию на 1904—1917 гг. | Знаки различия инженерных войск по состоянию на 1904—1917 гг. | Знаки различия инженерных войск по состоянию на 1904—1917 гг. | Знаки различия инженерных войск по состоянию на 1904—1917 гг. | Знаки различия инженерных войск по состоянию на 1904—1917 гг. | Знаки различия инженерных войск по состоянию на 1904—1917 гг. | Знаки различия инженерных войск по состоянию на 1904—1917 гг. |
| --------------------- | ------------------------------------------------------------- | ------------------------------------------------------------- | ------------------------------------------------------------- | ------------------------------------------------------------- | ------------------------------------------------------------- | ------------------------------------------------------------- | ------------------------------------------------------------- |
| Погоны                |                                                               |                                                               |                                                               |                                                               |                                                               |                                                               |                                                               |
| Классный чин / Звание | Полковник                                                     | Подполковник                                                  | Капитан                                                       | Штабс-капитан                                                 | Поручик                                                       | Подпоручик                                                    | Прапорщик                                                     |
| Группа                | Штаб-офицеры                                                  | Штаб-офицеры                                                  | Обер-офицеры                                                  | Обер-офицеры                                                  | Обер-офицеры                                                  | Обер-офицеры                                                  | Обер-офицеры                                                  |

Возросшую роль инженерных войск, показала Русско-японская война. В начале войны инженерные формирования Маньчжурской армии имели всего 2800 чел. — к концу войны они насчитывали уже 21 тысячу.
К этому времени на Дальнем Востоке находилось:
- инженерно-сапёрных батальона — 20;
- понтонных батальонов — 4;
- воздухоплавательных батальонов — 3;
- телеграфных батальонов — 2;
- крепостных сапёрных рот — 4;
- минных рот — 5;
- воздухоплавательных рот — 1;
- искровых рот — 2;
- крепостных телеграфов — 1 (Бескровный Л. Г., 1986)

Дальнейшее развитие и техническое оснащение инженерных войск, особенно в ходе Первой мировой войны, а также невероятная перегрузка управленческих органов инженерных войск в связи с резким ростом численности авиации, автомобильных частей, подразделений бронемашин привела к выделению в самостоятельные рода войск авиации, и автомобильных частей.
Численность инженерных войск к началу 1917 года составляла до 6 % общей численности армии. Постепенный рост числа рот Русских инженерных войск с 1712 года, в:
- 1712 году — одна рота;
- 1797 году — три роты;
- 1801 году — 12 рот;
- 1825 году — 48 рот;
- 1855 году — 56 рот;
- 1881 году — 105 рот;
- 1894 году — 139 рот;
- 1908 году — 254 роты.

## Советский период
После Февральской и Октябрьской революций в ходе организации Рабоче-крестьянской Красной армии и флота в состав РККА были влиты сапёрные подразделения бывшей Русской императорской армии. В 1919 году были созданы понтонные и электротехнические батальоны, автомобильные подразделения, маскировочные роты, минно-подрывная бригада. К 1929 году общее формирование инженерных войск в РККА было завершено.
В годы Великой Отечественной войны действовали 10 сапёрных армий, позднее переформированных в бригады.
С середины 1940-х по 1970-е в мотострелковых полках штатно располагались инженерно-сапёрные роты (иср), в дивизиях — инженерно-сапёрные батальоны (исб), в общевойсковых армиях и округах — инженерно-сапёрные полки (исп), а также специализированные батальоны и полки: понтонно-мостовые, переправочно-десантные, дорожные, мостостроительные и др. Однако в связи с просчётами в планировании, в Афганской войне ощущался дефицит инженерных частей.
В 1986 году инженерные войска СССР принимали участие в ликвидации последствий Чернобыльской аварии.

## Постсоветский период
Инженерные войска Вооружённых сил Российской Федерации состоят из органов военного управления, соединений, воинских частей и подразделений. Основой состава являются инженерно-саперная и понтонно-мостовая бригады центрального подчинения, отдельные инженерные бригады военных округов и армейские инженерно-саперные полки в составе СВ. Инженерные войска предназначены для выполнения наиболее сложных задач инженерного обеспечения, требующих специальной подготовки личного состава, применения инженерной техники, инженерных боеприпасов и инженерного имущества.

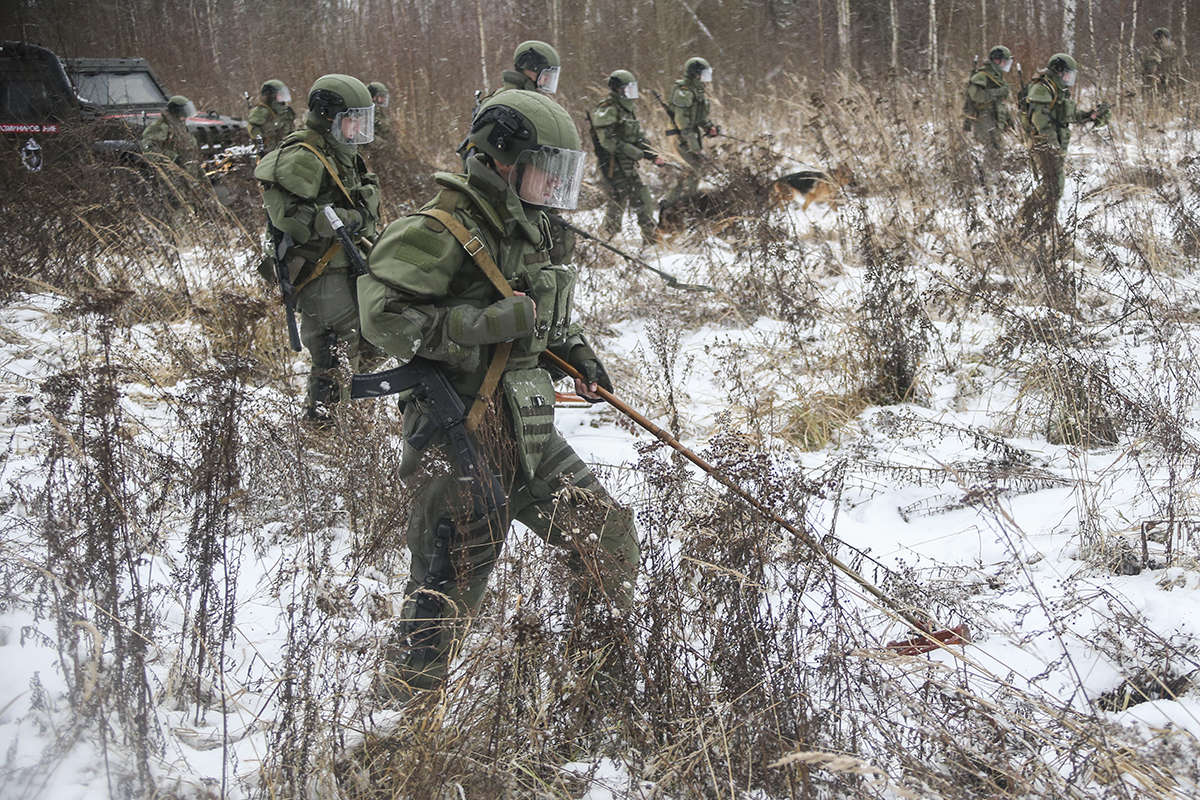
Подготовка младших специалистов Инженерных войск России в 66-м межведомственном учебном методическом центре (Николо-Урюпино)
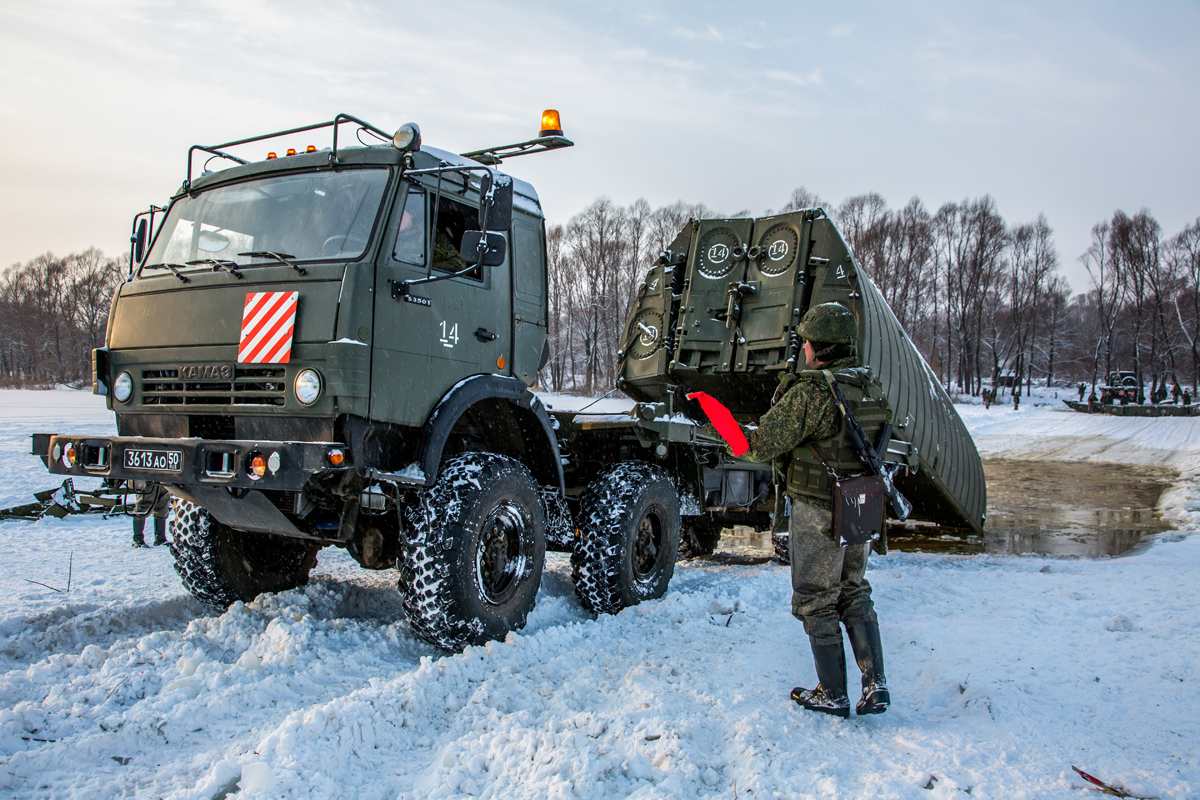
Наведение военнослужащими 28-й понмбр понтонной переправы посредством ПП-2005 через реку Оку

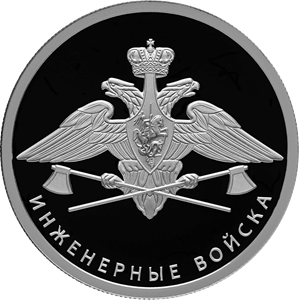
Монета 2021 года. Рельефное изображение эмблемы инженерных войск Вооруженных Сил Российской Федерации

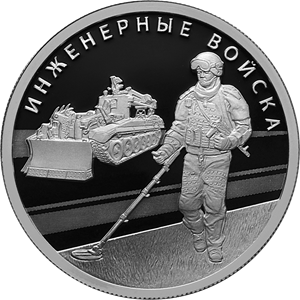
Монета 2021 года. Рельефные изображения работающего в полевых условиях сапера с миноискателем и инженерной машины разграждения

### Состав
Командование
- Управление начальника инженерных войск Вооруженных сил Российской Федерации (Москва)

Бригады
- 1-я гвардейская инженерно-сапёрная Брестско-Берлинская Краснознамённая орденов Суворова и Кутузова бригада, в/ч 11105 (г. Муром);
- 11-я отдельная гвардейская инженерная Кингисеппская Краснознамённая ордена Александра Невского бригада, в/ч 45767 (г. Каменск-Шахтинский);
- 12-я отдельная гвардейская инженерная Кёнигсбергско-Городокская Краснознамённая бригада, в/ч 63494 (вг Алкино-2);
- 14-я отдельная гвардейская инженерная Барановичская Краснознамённая, ордена Красной Звезды бригада[7], в/ч 30763 (п. Вятское и мкр Красная Речка);
- 45-я отдельная гвардейская инженерная Берлинская орденов Кутузова, Богдана Хмельницкого, Александра Невского и Красной Звезды бригада, в/ч 11361 (пгт Нахабино)
- 28-я гвардейская понтонно-мостовая бригада, в/ч 45445 (г. Муром).

Полки
- 6-й инженерно-сапёрный полк, в/ч 52558 (г. Ростов)[8]
- 16-й инженерно-сапёрный полк, в/ч 53194 (г. Богучар)
- 24-й инженерно-сапёрный полк, в/ч н/д (г. Кызыл);
- 30-й гвардейский инженерно-сапёрный полк[9], в/ч 31810 (д. Керро);
- 31-й инженерно-сапёрный полк, в/ч 31777 (г. Прохладный);
- 32-й гвардейский инженерно-сапёрный полк, в/ч 23094 (п. Афипский)[10];
- 33-й инженерно-сапёрный полк, в/ч н/д (г. Волгоград)
- 35-й инженерно-сапёрный полк, в/ч 43294 (Раздольное)
- 39-й гвардейский инженерно-сапёрный полк, в/ч 53701 (п. Кизнер);
- 40-й гвардейский инженерно-сапёрный полк, в/ч 14330 (г. Ишим)[11]
- 45-й инженерно-маскировочный полк, в/ч 55591 (г. Муром)

Институт
- Тюменское высшее военно-инженерное командное училище имени маршала инженерных войск А. И. Прошлякова.

Учебные центры
- 66-й межведомственный учебный методический центр инженерных войск (Нахабино). На базе центра создан Международный противоминный центр (Нахабино),
- 187-й Псковский ордена Красной звезды межвидовый региональный учебный центр инженерных войск (Волжский),
- 210-й гвардейский Ковельский Краснознамённый межвидовой региональный учебный центр инженерных войск (Кстово).

НИИ
- Центральный научно-исследовательский испытательный институт инженерных войск имени Героя Советского Союза генерал-лейтенанта инженерных войск Д.М. Карбышева (Нахабино), в/ч 12093.

Ансамбль
Православный хор и ансамбль инженерных войск «За Веру и Отечество».

### Техника, оснащение и вооружение

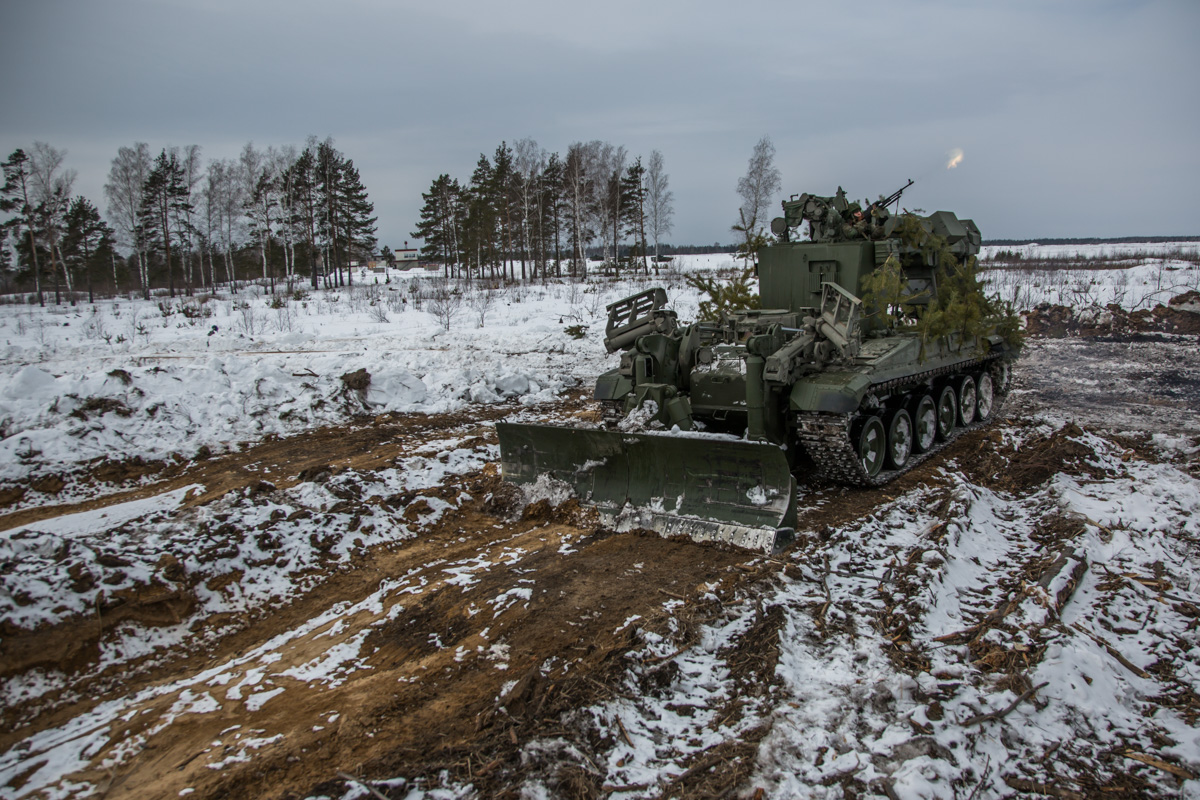
Инженерная машина разграждения ИМР-3М 1-й гв. исбр.

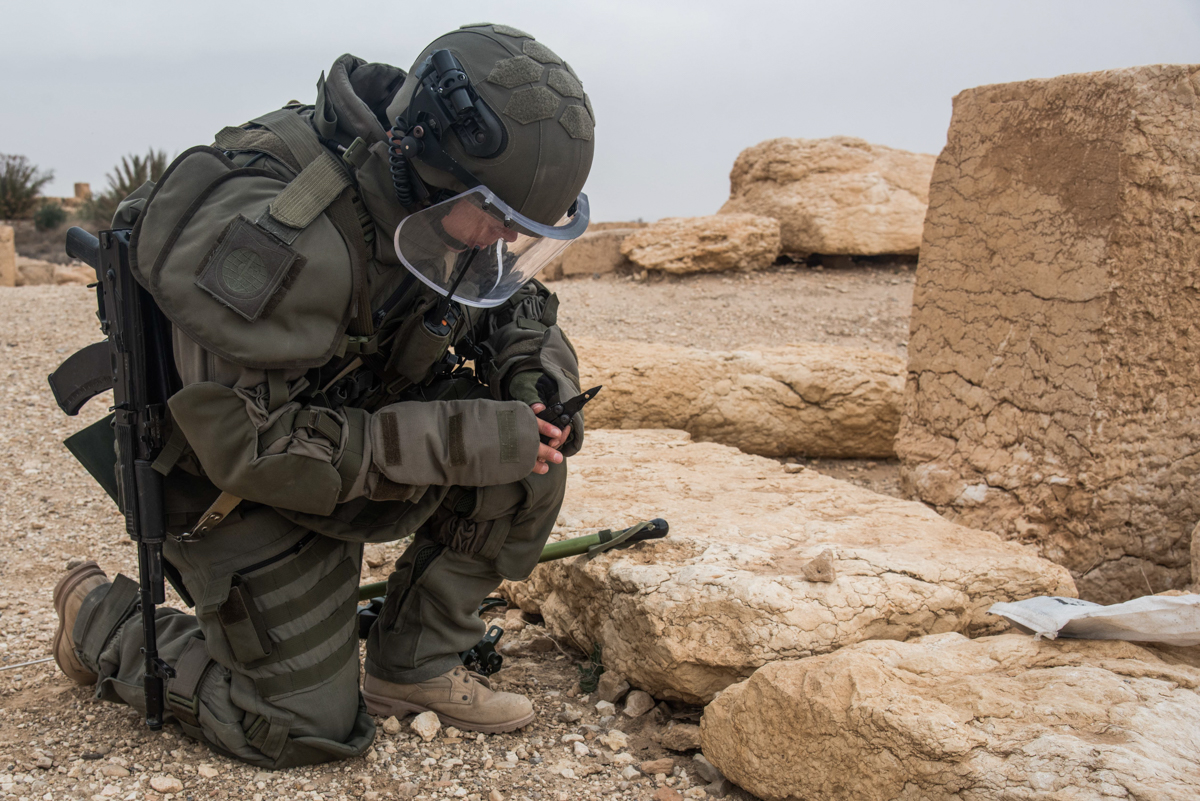
Общевойсковой комплект разминирования ОВР-2-02

#### Средства преодоления разрушений и препятствий
- Машины разграждения «ИМР», «ИМР-2», ИМР-3М[13]
- Путепрокладчики гусеничные Путепрокладчик «БАТ-М», «БАТ-2»
- Путепрокладчики колёсные ПКТ-2, ПКТ
- Мостоукладчики танковые МТУ-72, МТУ-20, МТУ
- Мосты механизированные «ТММ», «ТММ-2», «ТММ-3/ТММ-3М2»[14], «ТММ-6»
- Установки для строительства мостов УСМ-3[13]

#### Средства преодоления водных преград
- Понтонные парки ПП-2005М[13], ПМП
- Гусеничный самоходный паром «ГСП»
- Паромно-мостовая машина «ПММ» «ПММ-2» и «ПММ-2М»
- Транспортеры плавающие «ПТС», ПТС-М, «ПТС-2», «ПТС-3»
- Прицепы плавающие ПКП
- Средства моторизации лодок Москва, Вихрь
- Комплект мостостроительных средств(КМС, КМС-Э), УСМ
- Станции водолазные
- Комплекты эвакуации танковых экипажей «Выход»

#### Средства минирования
- Заградители минные прицепные «ПМЗ», ПМЗ-4
- Гусеничный минный заградитель «ГМЗ», «ГМЗ-2» и «ГМЗ-3»
- Вертолётный минный раскладчик «ВМР»

#### Сапёрные средства
- Бронированные машины разминирования БМР-3МА[13]
- Мобильные инженерные комплексы разминирования МИКР[13]
- Многофункциональные робототехнические комплексы разминирования МРТК-Р «Уран-6»[13], Сфера[15], Скарабей[15].
- Тралы минные
- Разведчики ИРМ «Жук»

#### Средства механизации дорожных и землеройных работ

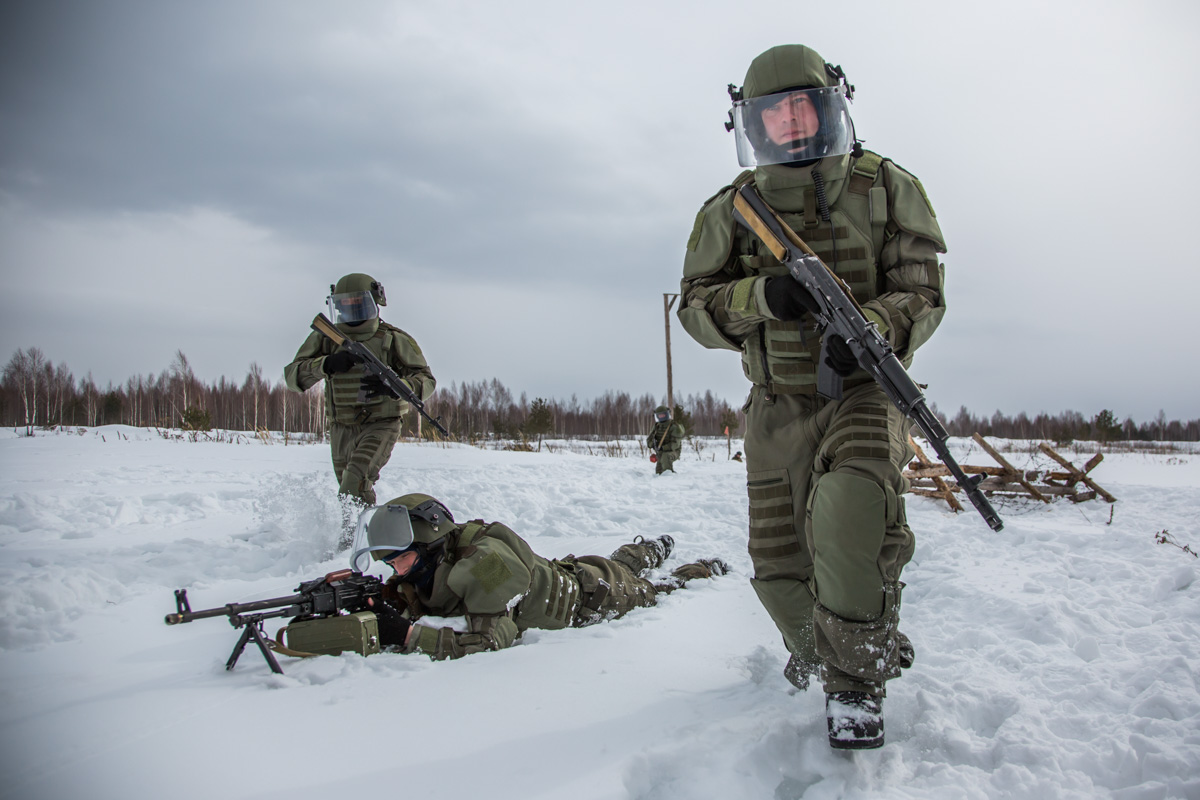
Сапёры 1-й гв. исбр в ОВР-3Ш.

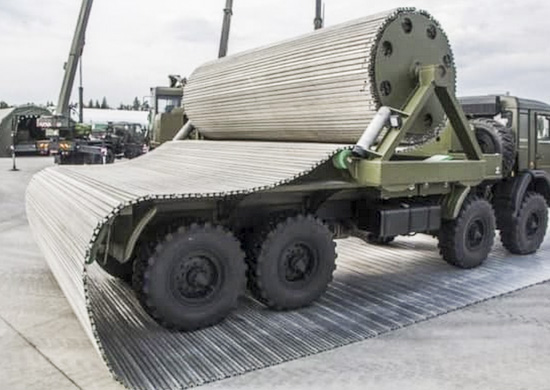
Инженерная машина КРВД по укладке временных дорог на базе КамАЗ-63501

- Машины землеройные ПЗМ-2, ПЗМ-1, ПЗМ
- Быстроходная траншейная машина БТМ-3
- Машина дорожная, котлованная «МДК» и «МДК-2»
- Экскаваторы войсковые ЭОВ-3523[13], ЭОВ-4421, Э-305В,
- Передвижные буровые установки ПБУ-100[13]

#### Прочая техника
- Краны автомобильные КС-45719-7М и КС-55729-7М грузоподъёмностью 16 и 32 т.[13]
- Лесопильный комплекс ВМЛК-1[14]
- Передвижные электростанции ЭД30-АИ[13], ЭД100-Т400-1РА.[16]
- Ремонтные комплексы ПИРК[13]
- Станции комплексной очистки воды СКО-10К и СКО-10/5[13]

#### Экипировка
- Водолазные костюмы СВУ-3[17], УВС-50[18], СВ-И[14], СЛВИ-15[14].
- Комплекты защиты сапёра ОВР-1 «Сокол»[19], ОВР-2[20], ОВР-2-02[15], ОВР-3Ш[21], Доспехи-КП-М[22], ЗКС-1 «Дублон»[23]

## Учебные заведения
- Военно-инженерная ордена Кутузова академия имени героя Советского союза генерал-лейтенанта инженерных войск Д. М. Карбышева (сформирована 1 августа 2023 года)[24]
- Военный институт (инженерных войск) Общевойсковой академии Вооружённых Сил Российской Федерации
- Военный инженерно-технический университет
- Тюменское высшее военно-инженерное командное училище имени маршала инженерных войск А. И. Прошлякова

## Начальники инженерных войск ВС России
- 1992—1999 — Кузнецов Владимир Павлович — генерал-полковник;
- 1999—2008 — Сердцев Николай Иванович — генерал-полковник;
- 2008—2009 — Балховитин Юрий Петрович — генерал-лейтенант;
- 2009—2010 — Прокопчик Владимир Михайлович — врио, полковник;
- июль 2010 — н. в. — Ставицкий Юрий Михайлович — генерал-лейтенант[25].

## Участие в боевых действиях
В докладе Британского института оборонных исследований (RUSI) 2023 года эксперты признали, что во во время боевых действий на Украине инженерные подразделения РФ показали себя одним из самых эффективных родов войск. Им за короткое время удалось возвести сложную систему оборонительных сооружений по всей линии фронта, которая сочетала в себе бункеры, железобетонные траншеи, проволочные заграждение, противотанковые ежи. Особо было отмечены комплексные заграждения из противотанковых и противопехотных мин с усложнёнными механизмами подрыва, а также неочевидной схемой расположение взрывных устройств. Все это, представляло серьезную проблему для наступательных операций украинской стороны.